# Edgar Pozo
Édgar Pozo Valdivia (La Paz, Bolivia; 1948) es un médico cardiólogo y político boliviano que ocupó el alto cargo de Ministro de Salud y Deportes de Bolivia desde el 9 de noviembre de 2020 hasta el 16 de enero de 2021, durante el gobierno del presidente Luis Arce Catacora. Debido a su delicado estado de salud, Pozo se vio obligado a dejar el cargo luego de contraer la enfermedad del COVID-19. Actualmente es miembro de la Sociedad Boliviana de Cardiología y de la Sociedad Latinoaméricana de Cardiología Intervencionista, y de otras instituciones de salud.

## Biografía
Edgar Pozo realizó estudios profesionales en la Universidad Mayor de San Andrés (UMSA) de donde se graduó como médico de profesión y realizó estudios de posgrado en el Instituto Nacional del Tórax de la ciudad de La Paz. Pozo comenzó su carrera de salud en 1975, cuando realizó su primera residencia médica. Hizo otro en la Fundación Favoloro en Argentina antes de trabajar como médico de Cardiología. Entre 1989 y 1993, Pozo se desempeñó como Viceministro de Seguridad Social antes de regresar a su trabajo como médico al final de su mandato. De 2000 a 2002 fue presidente de la Caja Nacional de Caminos y se desempeñó como jefe del Servicio de Hemodinámica y Departamento de Cardiología.
En 2016 fue nombrado director del Instituto Nacional de Tórax (INT) donde trabajó para mejorar las condiciones del sistema de salud y denunció las deficiencias que dificultaban la atención a los pacientes. Como director del INT, trabajó para combatir la pandemia de COVID-19 en Bolivia.

### Ministro de Estado
El 9 de noviembre de 2020, el presidente Luis Arce nombró a Pozo para el cargo de ministro de Salud. El 29 de noviembre, se encontró con una controversia en torno a su aparente respaldo al consumo de dióxido de cloro , también conocido como "Solución Mineral Milagrosa", para tratar COVID-19. La sustancia tóxica ha sido aclamada por los defensores de la medicina alternativa.como una cura milagrosa para el virus. En una conferencia de prensa, Pozo describió el uso de dióxido de cloro como "permisible" y anunció que el ministerio realizaría un estudio sobre su uso a fin de "producir un conocimiento más amplio sobre sus beneficios". Se temía que los comentarios de Pozo hubieran aumentado la popularidad de la sustancia tóxica en Bolivia donde, en ausencia de una atención médica ampliamente disponible, muchos habían adoptado el material tóxico.
Pozo se enfrentó a más polémica el 7 de diciembre cuando el ministro de Justicia, Iván Lima, informó que había cuestionado al ministro de Salud acerca de la contratación de su hijo, Edgar Pozo Goytia, como asesor legal del Fondo Nacional de Salud (CNS). Lima calificó el nombramiento como una "irregularidad grave" pero afirmó que "no vamos a juzgar, queremos los hechos". Poco después, la jefa de Recursos Humanos de la CNS, Paola Monje, negó que hubiera habido influencia externa o nepotismo en la institución y afirmó que Pozo Goytia había renunciado voluntariamente.
El 15 de enero de 2021, se anunció que Pozo había dado positivo por COVID-19, convirtiéndose en el cuarto ministro del gobierno en hacerlo. A los 70 años, se consideró que Pozo tenía un mayor riesgo de morir a causa de la enfermedad. Como resultado, al día siguiente el presidente Arce anunció que Pozo había decidido "hacerse a un lado" y que sería reemplazado como ministro de Salud por Jeyson Marcos Auza Pinto.